# 구역질
구역질(嘔逆-), 구기(嘔氣), 욕지기질 또는 메스꺼움(nausea)은 복부 상단이 불안하고 불편한 느낌으로, 무의식적으로 구토를 유발하는 증상이다.
구역질을 유발하는 가장 흔한 원인은 멀미이며, 위장염, 식중독이 원인이 되기도 한다. 구역질은 또한 종종 약제의 부작용이나 원인이 되거나 임신 중에 발생하기도 한다.
구역질을 완화시키는 제토제로 불리는 약이 있으며, 메토클로프라미드와 온단세트론이 포함된다. 구역질은 또한 스트레스와 우울증으로 유발될 수 있다.

## 감별 진단
메스꺼움의 원인은 여러 가지이다. 한 단체에서는 2009년 700가지 목록을 정리하였다. 위장염(37%)과 식중독이 가장 흔한 경우이다. 약제의 부작용(3%)과 임신 또한 상대적으로 흔하다. 10%는 그 원인을 알지 못한다.

### 식중독
식중독은 종종 오염된 식품을 섭취한 지 1 ~ 6시간 후에 급작스러운 메스꺼움과 구토를 유발하며, 하루에서 며칠간 지속된다. 이는 음식 속의 세균이 독을 생성하기 때문이다.

### 약제
대부분의 약제들은 잠재적으로 메스꺼움을 유발시킨다. 가장 흔히 연관되는 경우는 화학 요법과 전신 마취이다.

### 임신
메스꺼움 또는 입덧은 임신의 흔한 증상이다. 첫 3개월 간 여성들이 어느 정도 입덧을 겪는다. 따라서, 임신은 가임기 여성의 메스꺼움의 원인이 될 수 있다. 통상 메스꺼움은 증상이 가볍지만, 임신 오조와 같은 심한 경우는 치료가 필요할 수 있다.

### 불균형
멀미나 현기증 같은 균형 감각과 관련된 몇 가지 상태도 메스꺼움과 구토를 유발할 수 있다..

### 스트레스와 우울증
메스꺼움은 스트레스와 우울증에 의해서 유발될 수 있다.

### 잠재적 위험
대부분의 구역질의 원인은 심각하지 않지만, 그렇지 않은 경우도 있다. 예를 들면, 당뇨병, 케토산증, 외과적인 문제들 (췌장염, 장 폐색, 수막염, 맹장염, 담낭염), 아디슨 발증, 총담관결석증, 간염, 일산화탄소에 중독된 경우가 그러하다.

## 같이 보기
- 혈관 확장